# 2015년 10월 죽음
다음은 2015년 10월에 사망한 저명한 인물 목록이다.
- 10월 3일 - 영국의 정치인 데니스 힐리
- 10월 5일 - 스웨덴의 작가 헨닝 망켈
- 10월 6일 - 홍콩의 영화배우 전풍
- 10월 9일 - 미국의 화학자, 노벨 화학상 수상자 리처드 F. 헥
- 10월 14일 - 베냉의 군인, 대통령 마티외 케레쿠
- 10월 24일 - 아일랜드의 배우 모린 오하라
- 10월 27일
  - 대한민국의 가수 김현지
  - 일본의 성우 마츠키 미유